# 총격전

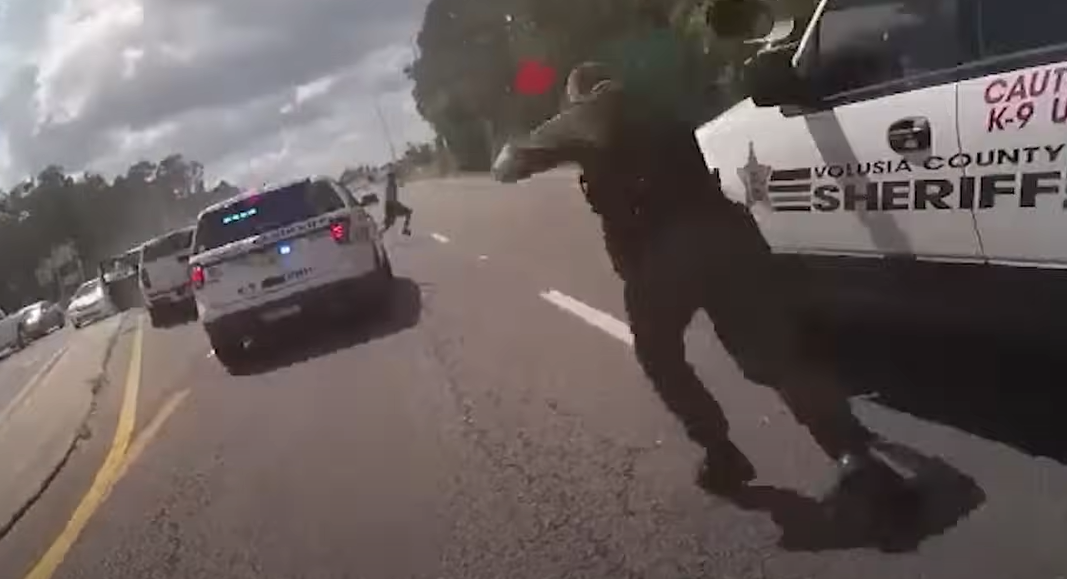
도주 중인 무장 용의자(왼쪽)가 경찰과 총격전을 벌이고 있다.

총격전(shootout)은 총을 사용하여 무장 당사자 간에 총기를 수반하는 무장 대결로, 항상 전투 당사자 간에 극심한 불일치가 수반된다. 이 용어는 일반적으로 비군사적 맥락에서 사용되거나 주로 총기(일반적으로 승무원이 사용하는 무기, 전투 차량, 무장 항공기 또는 폭발물 제외)를 사용하는 전투 상황을 설명하기 위해 사용되지만 이러한 전투를 설명하는 데 사용될 수 있다.
총격전은 법집행 기관이 범죄자를 상대로 하는 경우가 많지만, 경쟁하는 갱단, 민병대, 개인 등 법 집행 기관 외부의 집단도 포함될 수 있다. 군사 전투 상황은 "총격전"이라는 제목이 붙는 경우가 거의 없으며 거의 항상 전투, 교전, 접전, 교환 또는 총격전으로 간주된다.
총격전은 액션 영화, 서부극, 비디오 게임에서 자주 묘사된다.

## 같이 보기
- 공성전